# Sofisticación

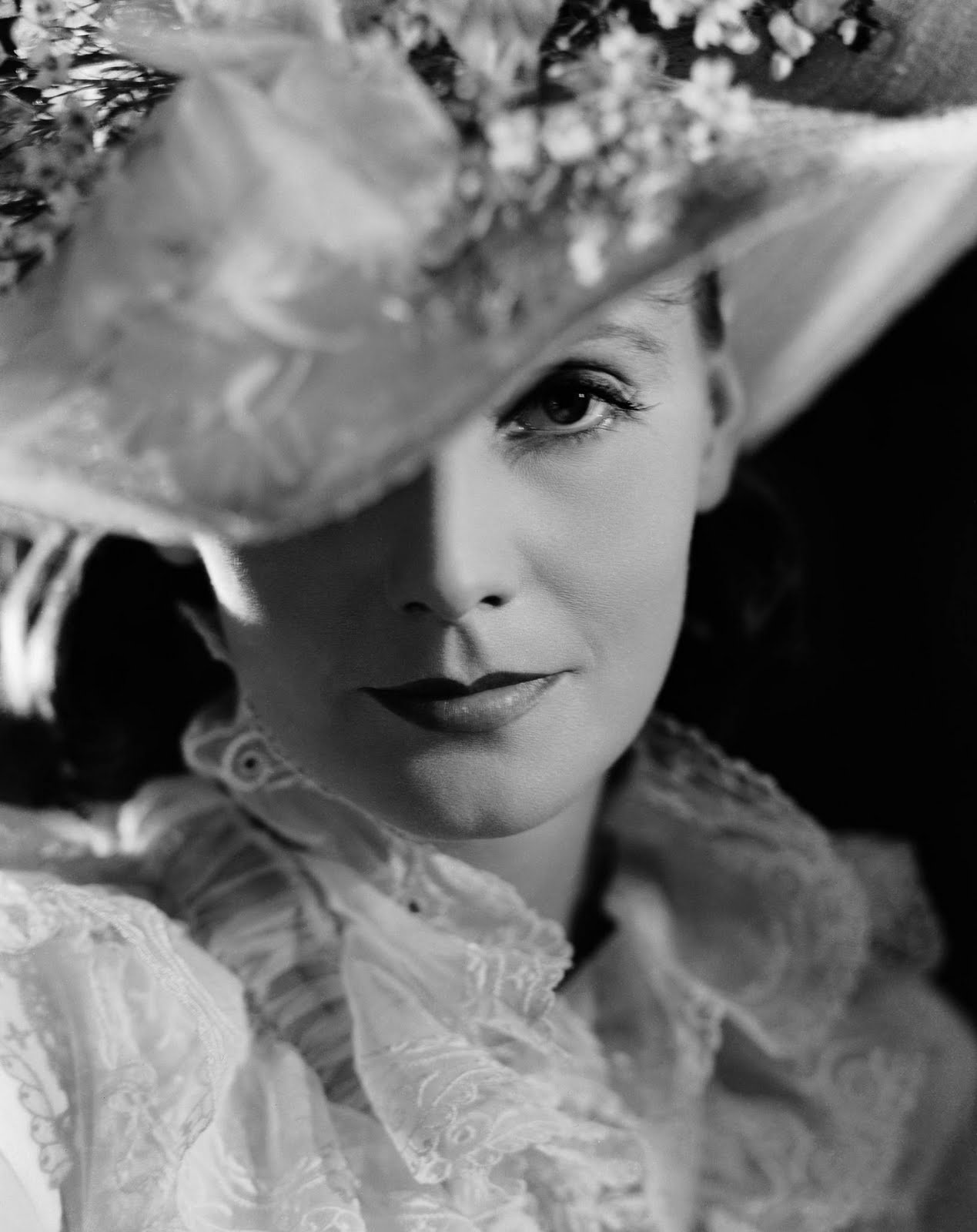
Greta Garbo en Ana Karenina, 1935.

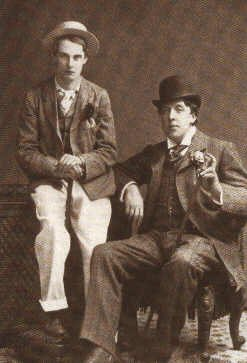
Oscar Wilde con su amante, Lord Alfred Douglas.

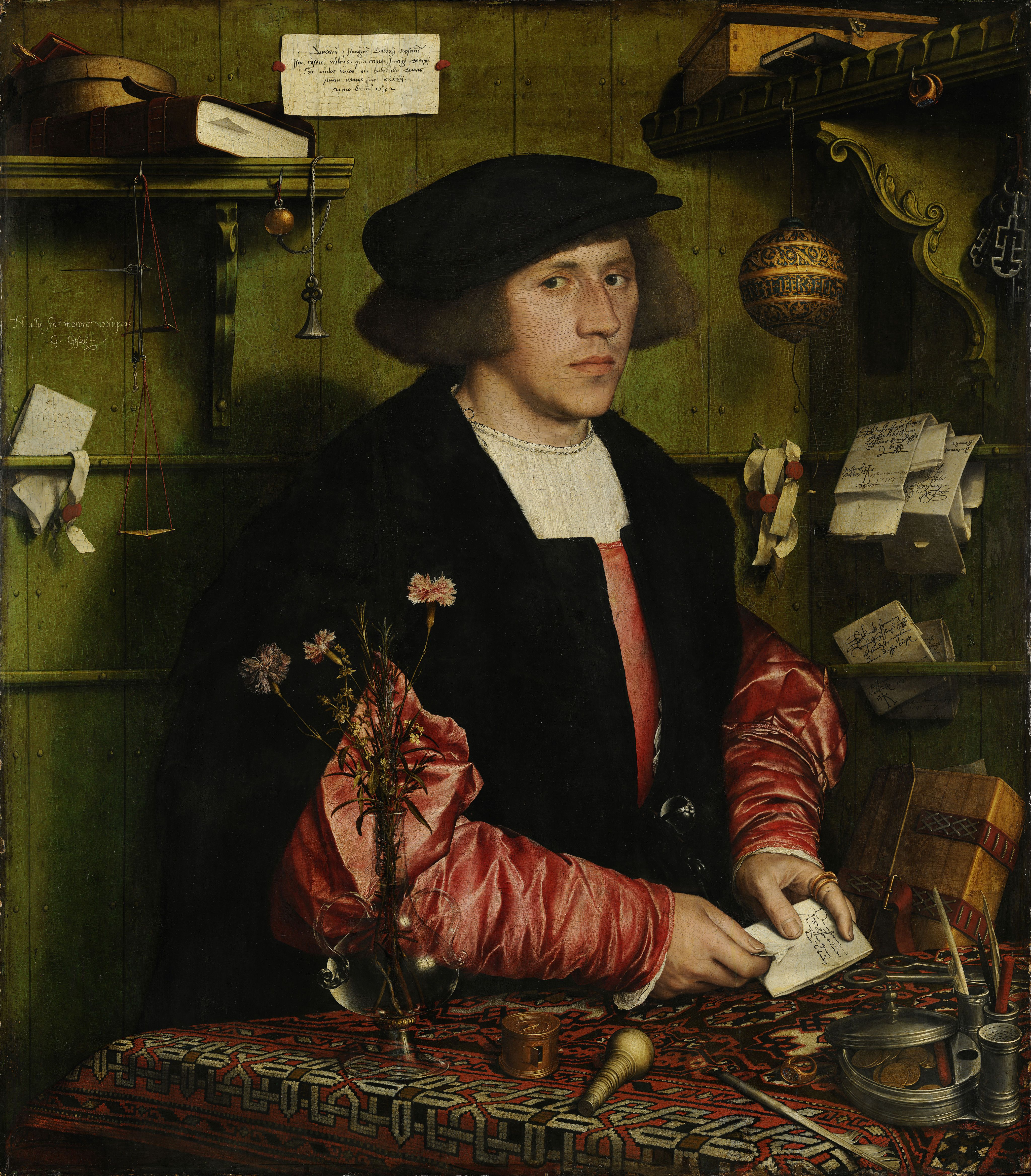
Retrato de Georg Gisze, mercader alemán en Londres, de Hans Holbein el Joven.

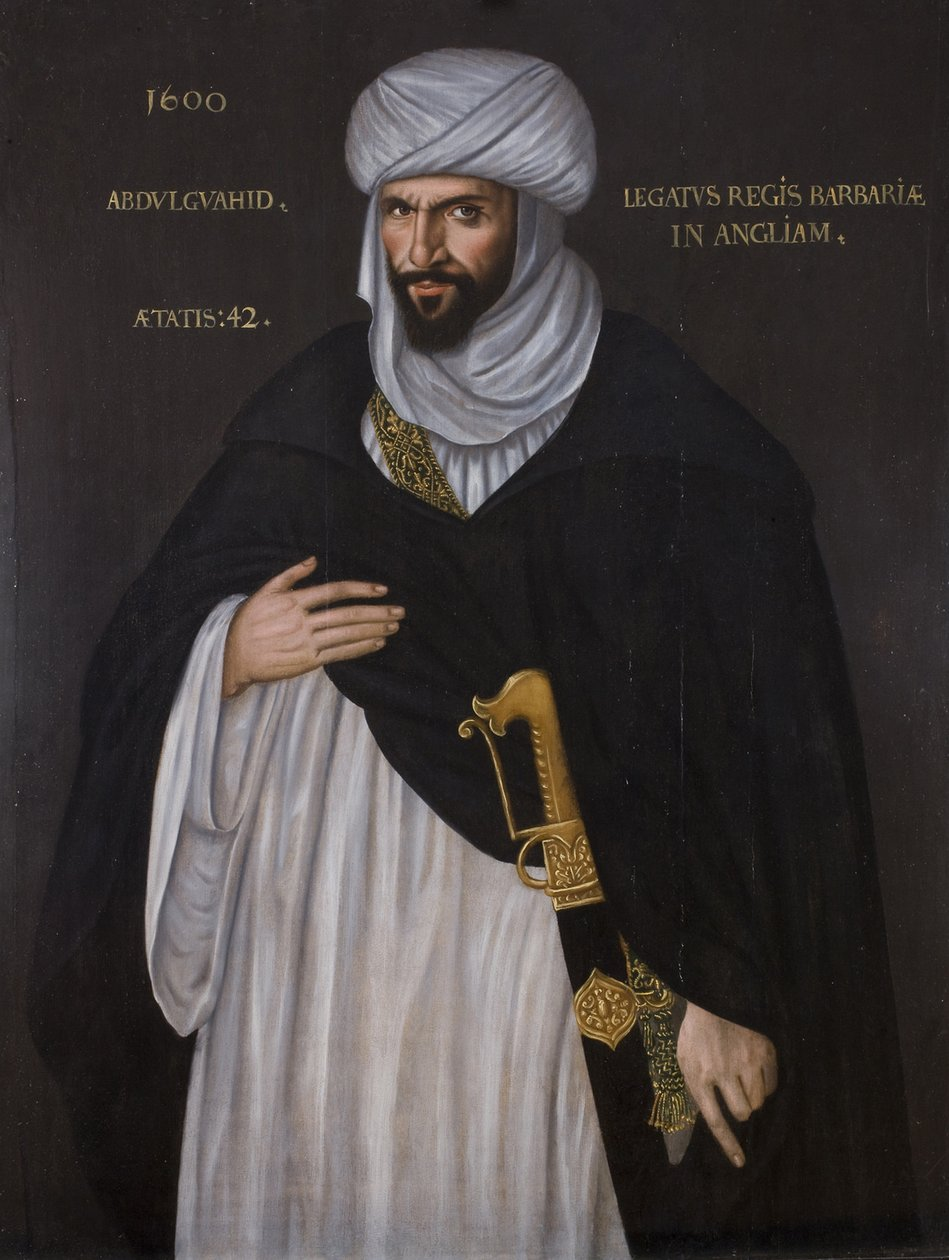
Abd el-Ouahed ben Messaoud ben Mohammed Anoun, embajador moro ante la reina Isabel I de Inglaterra, 1600; de un autor anónimo.

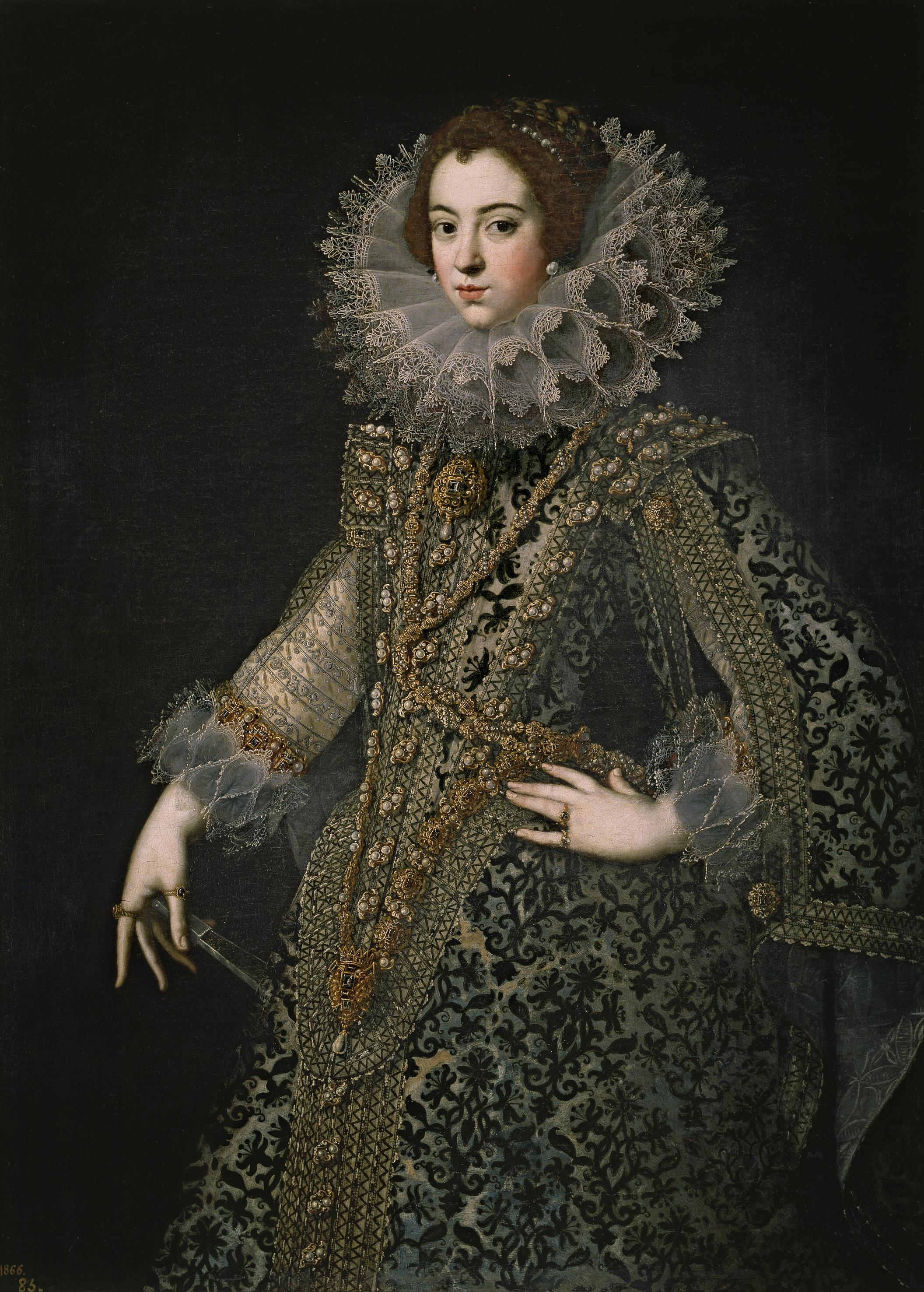
La reina Isabel de Borbón, primera esposa de Felipe IV de España, 1620 - 1625; de un autor anónimo.

Sofisticación, entendida positivamente, es la cualidad del refinamiento, buen gusto, sabiduría y sutileza, por oposición a la crudeza, estupidez y vulgaridad; mientras que entendida negativamente es la cualidad de lo artificioso y complicado, por oposición a la sencillez, la simplicidad, la ingenuidad, la inocencia y la modestia. En una sociedad de clases, los privilegios y la superioridad derivada de la jerarquía social.
En términos sociales, la sofisticación puede ser vista como una forma de esnobismo. Lo sofisticado se identificaba con lo decadente y displicente hasta que esos mismos rasgos, asociados a la sensibilidad aristocrática y refinada elegancia de los dandy de la época de la Regencia, como Beau Brummell (1778 - 1840), se pusieron de moda y fueron admiradas socialmente. Ese cambio de valoración social se ha dado en diversas ocasiones en la historia, como testimonian las tópicas lamentaciones literarias por la pérdida de los sencillos y sobrios valores tradicionales en todas las civilizaciones que, con la prosperidad, se hacen más complejas (por ejemplo, la República romana).
El rango de posibles elementos con los que se puede demostrar sofisticación con la elegancia en la selección del estilo y moda adecuados para cada momento y lugar incluyen elementos materiales como el vestido, el calzado, la joyería, los complementos, la peluquería, la cosmética, la gastronomía, la enología, etc.;
pero, más que ellos o su valor material, lo que proporciona una elegancia sofisticada es la forma de utilizarlos, así como la pose, los gestos, las miradas, la conversación y todo tipo de habilidades sociales. Entre los métodos para adquirir la apariencia de sofisticación personal destaca la educación, particularmente los rasgos distintivos que se adquieren en las instituciones elitistas (como los internados británicos -Eton College-), incluyendo el viaje educativo (el Grand Tour tradicional de las clases altas británicas) o las escuelas de señoritas denominadas en inglés finishing school.
Entre las distintas variedades de la sofisticación están la sofisticación cultural o la sofisticación intelectual.
En su análisis del humor, el semiólogo Victor Raskin distingue dos tipos de sofisticación: el acceso limitado, o conocimiento alusivo y el procesamiento complejo.
En un contexto societal, se suele identificar la sofisticación con la civilización (el propio concepto de civilización se ha definido como la "sociedad compleja").

## Etimología y desarrollo histórico
En la Antigua Grecia, Σoφíα -sofía- era la inspiración especial de poetas y profetas. De ahí pasó a identificarse con la sabiduría por sofistas y filósofos; dando a la sofisticación "sofística" una rasgo despectivo, por su uso de la retórica para vencer en los debates, sin importar el contenido real de los argumentos. El DRAE mantiene esta etimología ("de sofístico"), al definir "sofisticar" como "adulterar, falsificar algo"; mientras que el participio "sofisticado" lo define en distintas acepciones de forma negativa ("falto de naturalidad, afectadamente refinado") positiva ("elegante, refinado") y neutra ("técnicamente complejo o avanzado" -en este caso, aplicable a "un sistema" o "un mecanismo"-).
En la civilización occidental, la sofisticación de la vida cortesana de la aristocracia en la Edad Media alcanzó cimas estéticas en el amor cortés de los trovadores provenzales y en la corte borgoñona (analizada por Johan Huizinga en El otoño de la Edad Media), sucedidas en la Edad Moderna por las cortes italianas del Renacimiento y el Manierismo (Il cortegiano de Baltasar de Castiglione y su concepto de grazia) y la corte francesa de Luis XIV, cuyo reinado (entre 1643 y 1715) se caracterizó por la cuidada mise en scène del poder (por ejemplo, en las fiestas de Versalles).
En otras civilizaciones se desarrollaron de formas diferentes el refinamiento y la elegancia, pero no con menos sofisticación, como demuestran las complejas etiquetas de las cortes china o japonesa, o tipos sociales como el de la geisha. Lo complejo de vestimentas, adornos o comportamientos sociales no es menor en las culturas de los llamados "pueblos primitivos".

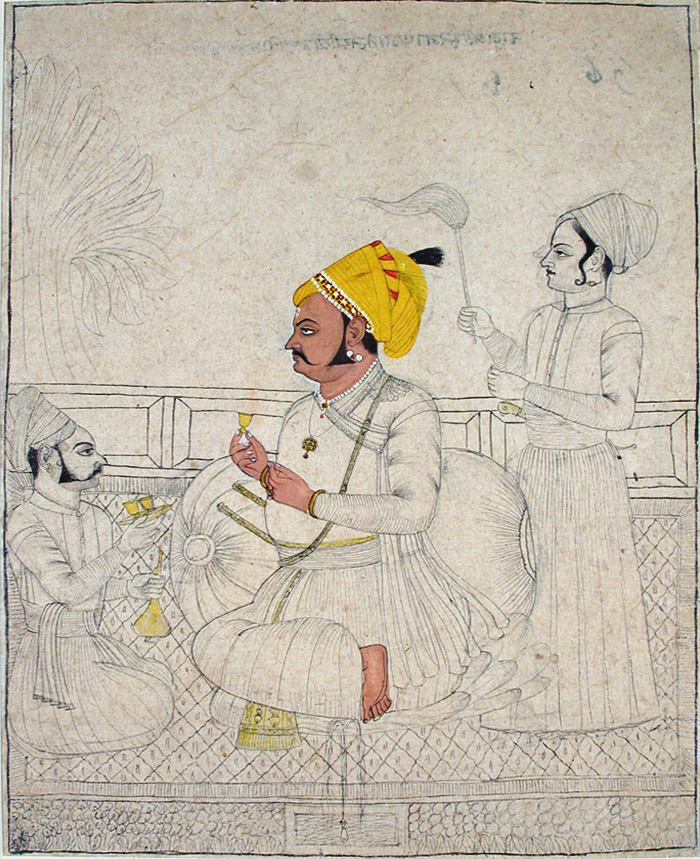
Rajá bebiendo vino.
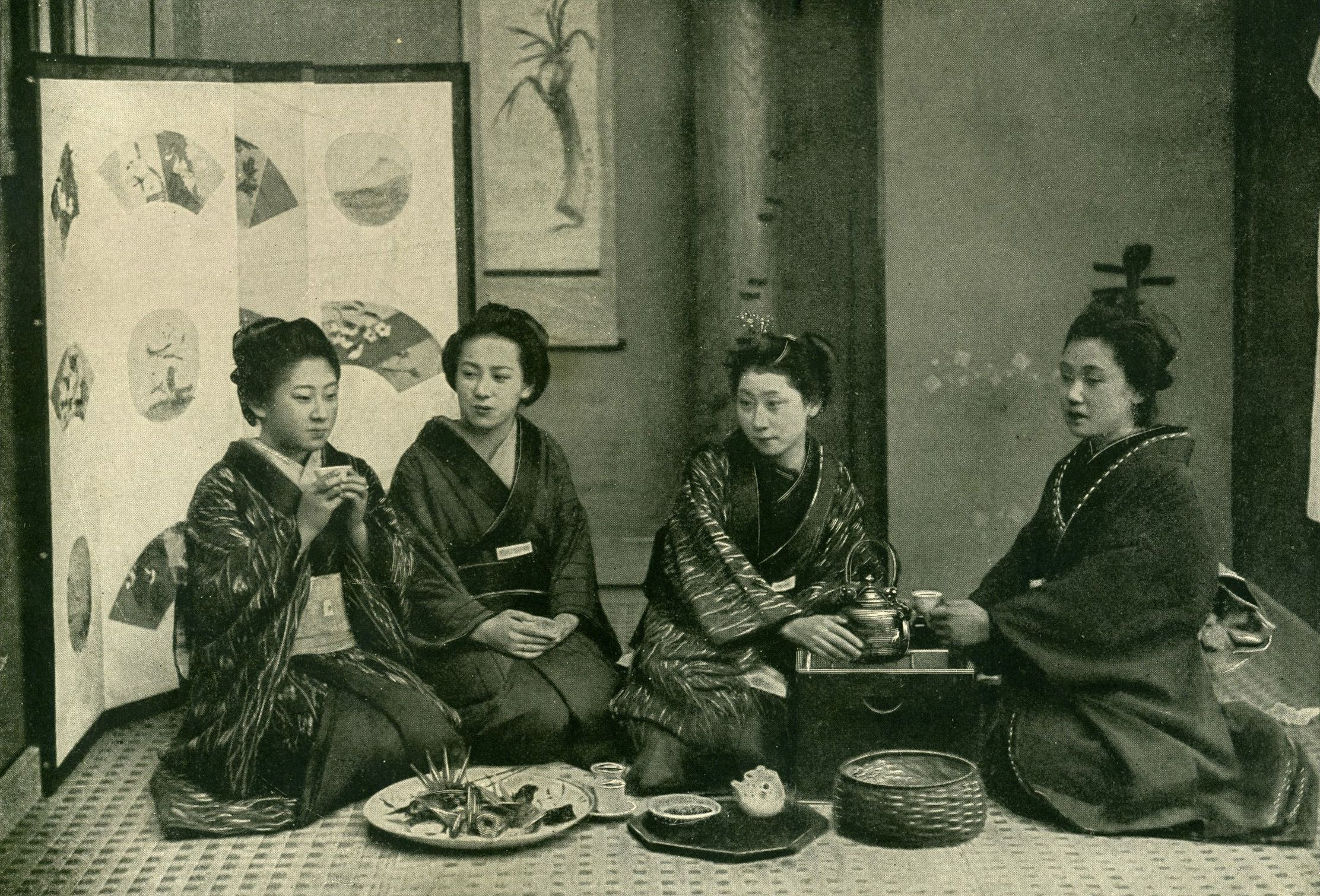
Ceremonia del te en Japón.
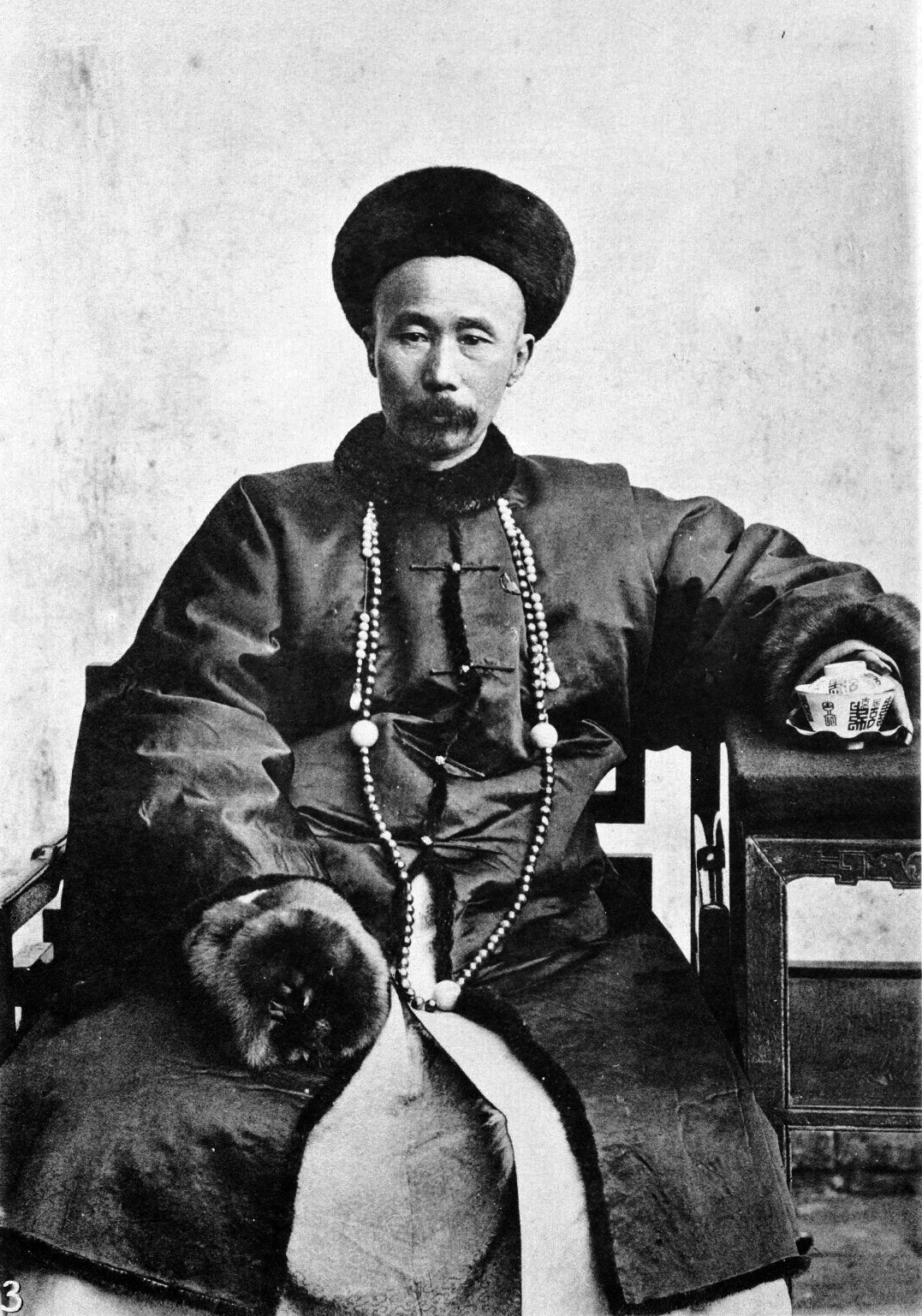
Li Hongzhang, estadista chino.
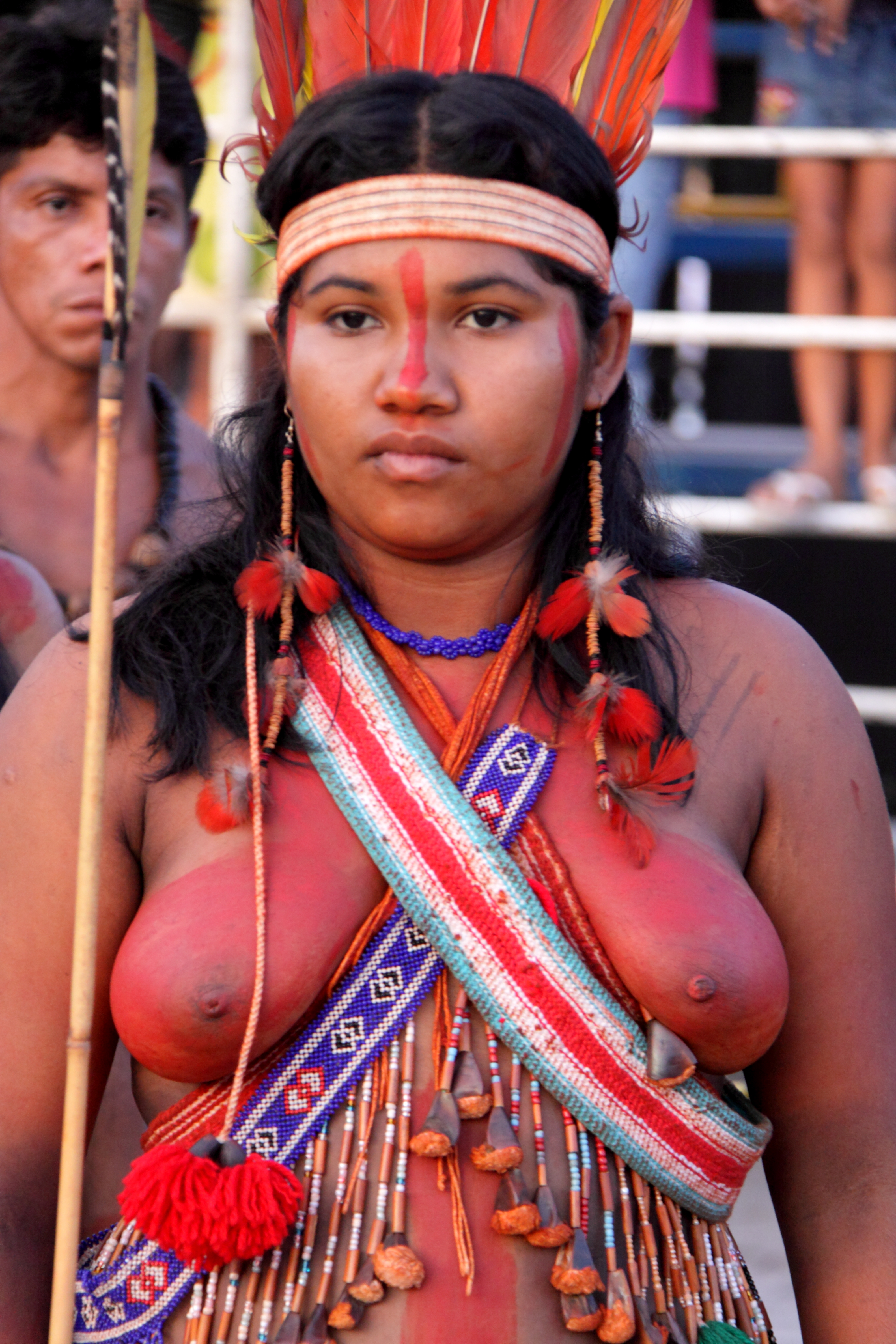
Mujer de la etnia gaviao.
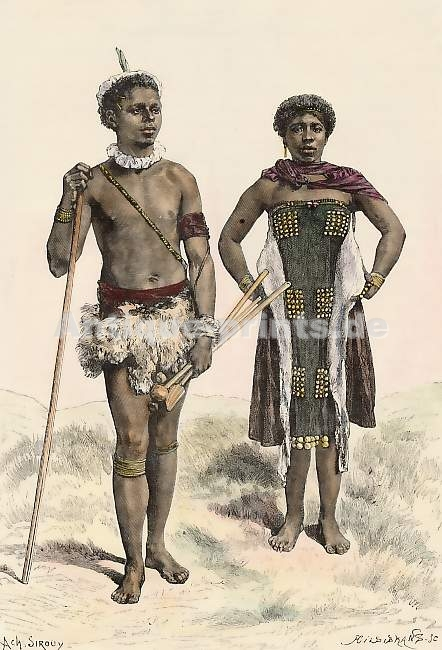
Homme et Femme Cafres (etnia bantú), 1888.